# Mamure Kalesi
Mamure Kalesi ist die am besten erhaltene mittelalterliche Burg an der türkischen Südküste. Sie liegt in Kilikien, sechs Kilometer östlich von Anamur in der Provinz Mersin direkt am Meer.

## Geschichte
Die Burg wurde im dritten Jahrhundert nach Christus als römische Festung gebaut. Bei Ausgrabungen 1988 in der Umgebung sowie im Burginneren wurden Grundmauern von Gebäuden mit Mosaikfußböden gefunden, die als Bäder und Wohnhäuser eingeordnet wurden. Später wurde die Burg unter der Herrschaft des Königreichs Kleinarmenien neu errichtet. Da dieses eng mit den Kreuzfahrerstaaten verbündet war, finden sich auch fränkische Architekturelemente in der Burganlage. Schließlich wurde sie 1375 nach dem Ende des kleinarmenischen Reichs von den Karamanoğulları in Besitz genommen. Unter diesen wurde sie im 14. Jahrhundert ausgebaut. Eine Inschrift an der Nordseite gibt Karamanoğlu Alâeddinoğlu Mehmedoğlu Sultan İbrahim als den Erbauer und als Erbauungsdatum den zehnten Monat des islamischen Mondjahres 854 (November/Dezember 1450greg.) an. Später übernahmen die Osmanen das Bauwerk, das sie im 19. Jahrhundert nochmals ausbauten und bis zum Ende ihres Reiches nutzten.

## Aufbau

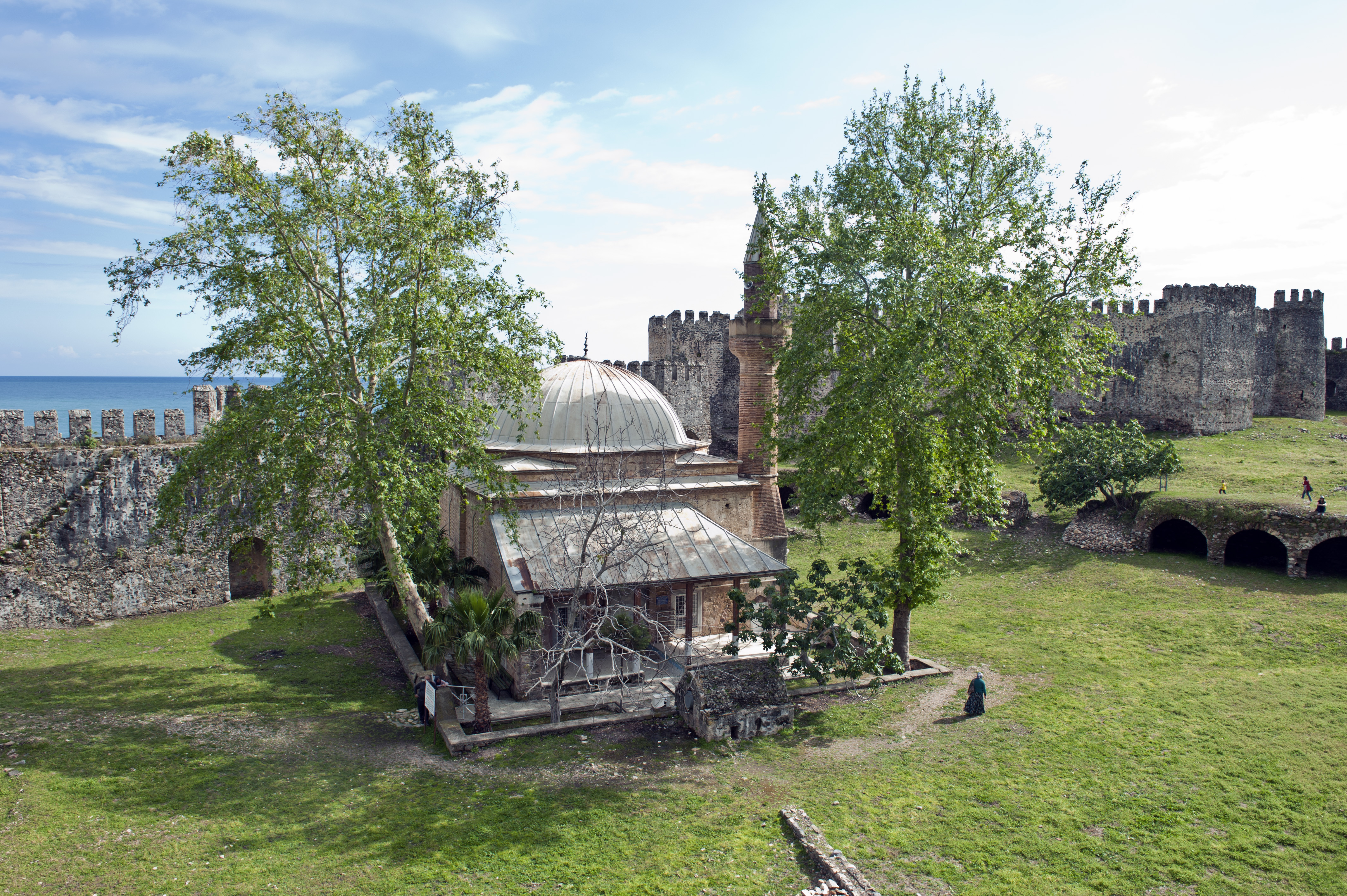
Moschee im Innenhof

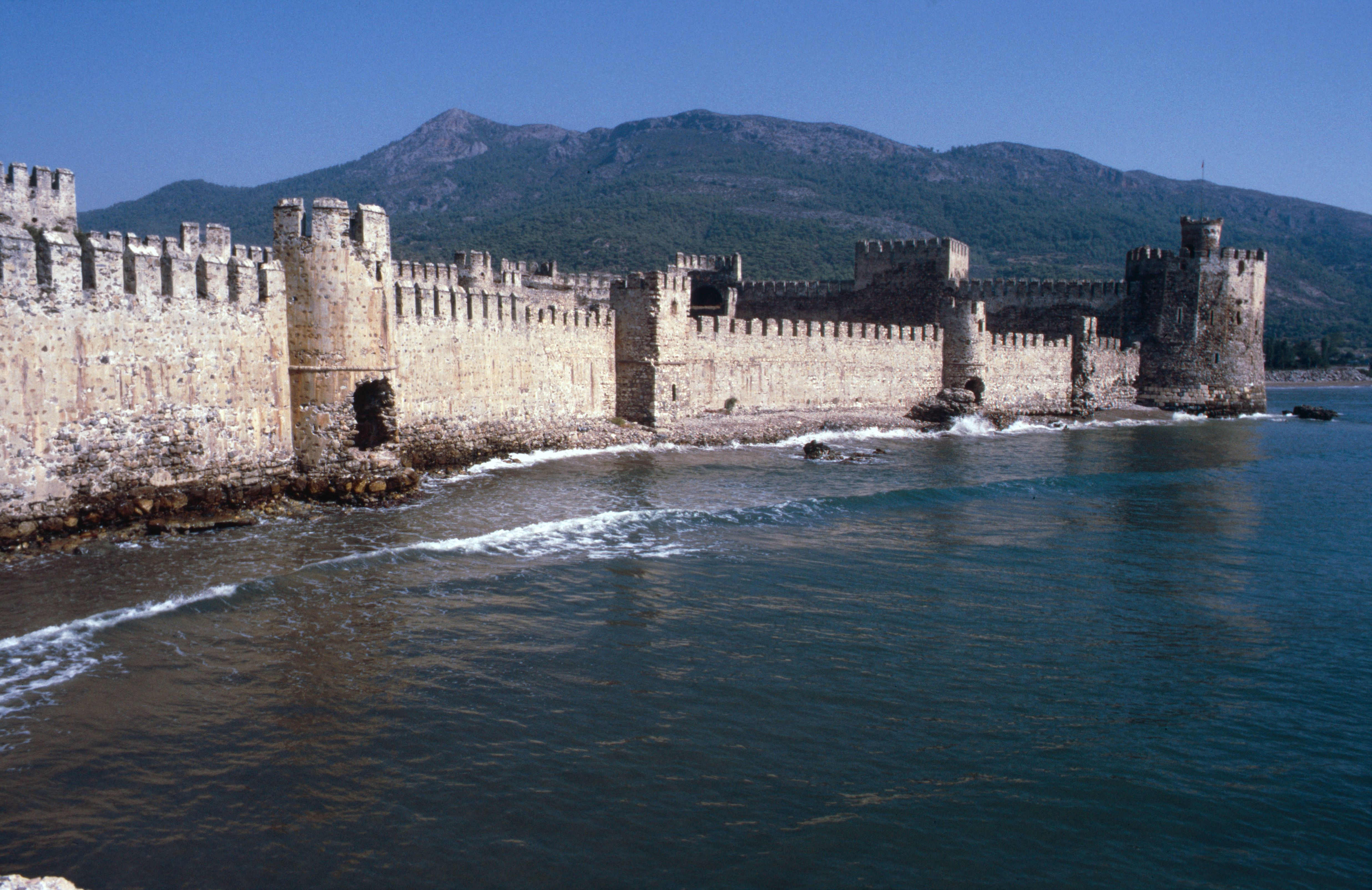
Außenmauer von Mamure Kalesi

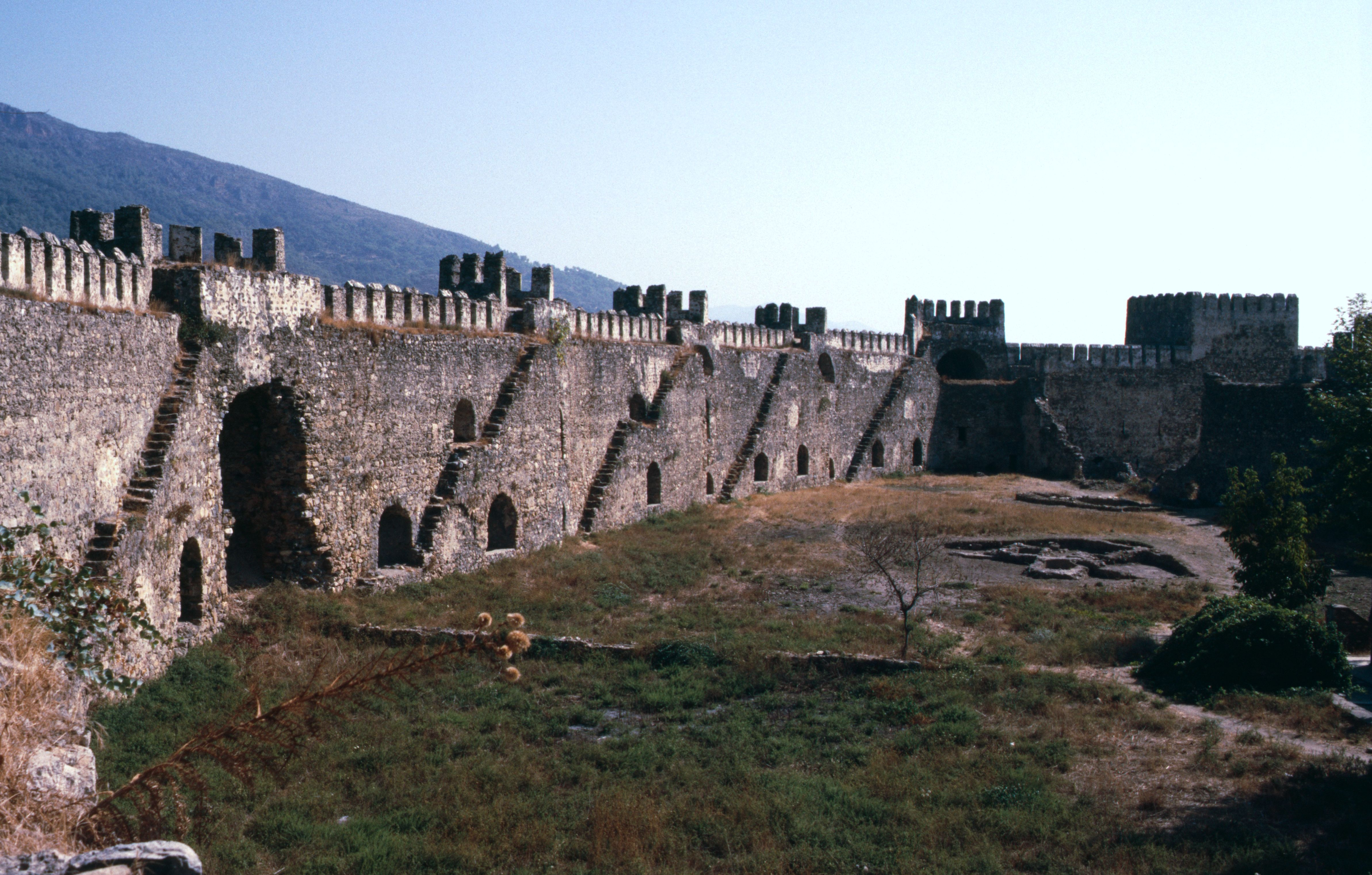
Innenhof der Burg

Die Burganlage misst in West-Ost-Richtung etwa 240 m, von Norden nach Süden 170 m. Sie ist im Osten und Norden von einem mit dem Meer verbundenen Wassergraben umgeben. Das Haupttor befindet sich an der Ostseite neben dem Hauptturm, ein weiteres Tor liegt an der Nordwestseite, wo auch die Bauinschrift angebracht ist. Der Innenraum ist durch Mauern in drei Höfe aufgeteilt. Zu den mächtigen Außenmauern gehören 36 teils runde, teils eckige Türme, der Hauptturm im Osten hat einen zwölfeckigen Grundriss. Die zweistöckigen Mauern sind mit Zinnen und Schießscharten versehen und über ein verzweigtes System von Treppen und Gängen begehbar. In den Burghöfen befinden sich, zum Teil in die Mauern integriert, Stallungen, Wohnräume, Badehäuser, Lagerräume und eine Moschee. Letztere wurde wohl zunächst von den Karamanoğulları errichtet, der jetzige Bau weist die klassischen Elemente der osmanischen Architektur des 16. Jahrhunderts auf.